# Ташлинский сельсовет (Тюльганский район)
Ташлинский сельсовет — сельское поселение в Тюльганском районе Оренбургской области Российской Федерации.
Административный центр — село Ташла.

## История
Статус и границы сельского поселения установлены Законом Оренбургской области от 2 сентября 2004 года № 1424/211-III-ОЗ «О наделении муниципальных образований Оренбургской области статусом муниципального района, городского округа, городского поселения, установлении и изменении границ муниципальных образований».

## Население
| 2010 | 2012  | 2013  | 2014  | 2015  | 2016  | 2017 |
| ---- | ----- | ----- | ----- | ----- | ----- | ---- |
| 1102 | ↘1084 | →1084 | ↘1051 | ↘1023 | ↘1001 | ↘965 |
| 2018 | 2019  | 2020  | 2021  |       |       |      |
| ↘964 | ↘922  | ↘900  | ↘866  |       |       |      |

## Состав сельского поселения
| № | Населённый пункт | Тип населённого пункта       | Население |
| - | ---------------- | ---------------------------- | --------- |
| 1 | Ташла            | село, административный центр | ↘866      |